# HMS Edinburgh
HMS Edinburgh a Brit Királyi Haditengerészet Town osztályú könnyűcirkálója volt. Az utolsó két hajó alkotta a Town osztály Edinburgh-alosztályát, melynek ő és a HMS Belfast volt a tagja. Az Edinburgh jócskán kivette a részét a háborús feladatokból, főleg az Északi-tengeren és a Jeges-tengeren.

## Konstrukció és felépítés
1936. december 30-án kezdték el építeni Newcastle-ben, a Swan Hunter hajógyárban. A hajó fegyverzete alapján könnyűcirkálónak minősült, azonban mérete és páncélzata az összes brit nehézcirkálót felülmúlta. Komoly tűzerővel rendelkezett, köszönhetően többek között a 12 db 152 mm-es ágyúnak a 4 háromágyús lövegtoronyban, és az eleinte 12, később nyolc db 102 mm-es légvédelmi ágyúnak. A HMS Edinburgh – hasonlóan a testvérhajóihoz – két Supermarine Walrus repülőgéppel is rendelkezett, ami a hajóval ellenőrizhető területet jócskán megnövelte. A tengeri háború egyik leglényegesebb eleme a radar lett, ebből a következőket telepítették rá:
- Type 271 és 273 felszíni megfigyelésre,
- Type 284 és 286 a légtér figyelésére,
- Type 282 és 285 a légvédelmi fegyverek vezérléséhez.

## Szolgálat
Az Edinburgh 1939. július 6-án állt szolgálatba, és rögtön be is osztották a 18. Cirkáló Századhoz, mely Scapa Flow-ban állomásozott. Főleg járőrfeladatokat látott el a Feröer-szigetek és Izland környékén. 1939-ben áthelyezték a 2. Cirkáló Századhoz.
Ő viszont még mindig Rosyth-ban volt 1939. október 16-án, mikor a Luftwaffe megtámadta a kikötőt. Találatot nem kapott, csak a mellette felrobbanó bombák okoztak apróbb sérüléseket.
Október 23-án hagyta el a kikötőt, hogy a Narvikba tartó, és onnan érkező konvojt biztosítsa. Mikor a Scharnhorst elsüllyesztette a konvoját védő HMS Rawalpindi-t, az Edinburgh egyike volt annak a csoportnak, ami a német hajót kereste. A kutatás nem járt eredménnyel, így visszatért a konvojokat biztosítani.
1940. március 18-án visszatért Tyne-ba egy hosszadalmas javításra és készletfeltöltésre, ami egészen október 28-ig tartott. Ezután visszahelyezték a 18. Cirkáló Századba. 1940. november 18-án elindult a WS4B kódjelű katonákat szállító konvojt, és egészen Freetown-ig eljutott mielőtt visszaérkezett volna Scapa Flow-ba november 12-én. Röviddel karácsony előtt jelentették, hogy egy német hadihajó készül kitörni az Atlanti-óceánra; a keresőcsapatot az Edinburgh, a HMS Hood, illetve az Electra, Echo, Escapade, és Cossack nevű rombolók alkották. Miután egy hetet tengeren töltöttek (beleértve a karácsonyi ünnepeket), a riasztás hamisnak bizonyult, így a hajók hazaindultak; az Edinburgh december 31-én kötött ki.
1941 első felében továbbra is a konvojkíséret volt a fő feladat, a WS7-es konvojjal eljutott a Közel-Keletig, majd április 15-én ért vissza Scapa Flow-ba. Ezután több aknatelepítési munkálatot biztosított a dán partok mellett, majd részt vett a sikerrel záródó, Lofoten ellen irányuló Claymore-hadműveletben május 4-én.
Az Edinburgh a Bismarck elsüllyesztésében is vállalt némi szerepet. A Vizcayai-öbölben járőrözött, mikor megállította az SS Lech német hajót május 22-én. Ezután elküldték, hogy a Bismarck elé vágjon a Brest felé tartó útján, de a német csatahajó már nem ért el odáig.
Június 1-jén ismét útnak indult, ezúttal hogy leváltsa a Dido osztályú Hermione könnyűcirkálót a Dánia-szorosnál. Egy izgalmaktól mentes szolgálat után a WS9B konvojt kísérte a Közel-Keletre, és Gibraltárban kötött ki ismét július elején. Később részt vett egy Máltára tartó konvoj kíséretében; bár az olaszok megtámadták a hajórajt, mindössze egy romboló süllyedt el. Másnap egy német bombázó megtámadta, de nem találta el, így folytathatta az útját a Clyde felé.

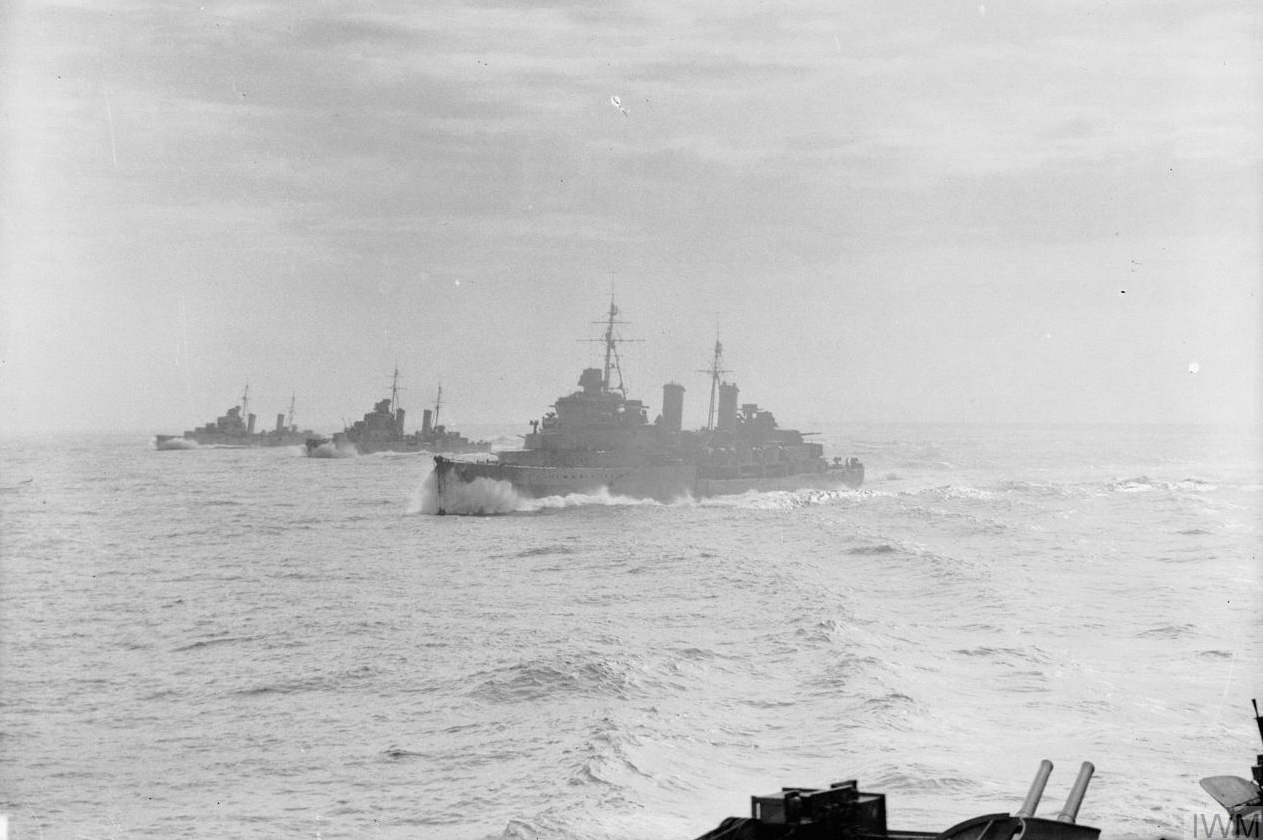
Az Edinburgh, a Hermione és az Euryalus a Halberd hadművelet során, konvojkíséreti szolgálat közben.

1941 augusztusában a WS10 kódjelű konvojt kísérte Dél-Afrikába, majd Máltának vette az irányt a Halberd hadművelet keretében. Szeptember 28-án érkezett meg Valettába, majd nem sokkal később továbbindult Gibraltárra, a fedélzeten hadianyaggal és hadifoglyokkal. Novemberben elkészült a javítása Faslane-ben, majd a hónapot izlandi őrjáratokkal töltötte.
Decemberben a Szovjetunió felé tartó konvojok kíséretéhez csatlakozott, míg 1942 januárjában vissza nem érkezett a Tyne-ra javítás miatt. Március 4-én fejezték be rajta a munkálatokat, ezután ismét az izlandi őrjáratokhoz csatlakozott.
Ezután a QP–4-es  és a PQ13 konvojokat kísérte a Szovjetunióba, március 28-án érkezve vissza. Április 6-án hagyta el Scapa Flow-t, hogy a PQ14 konvojt Murmanszkba kísérje; ekkor látta utoljára a brit szigeteket. A konvoj 24 hajójából a borzasztó időjárási körülmények miatt 16 visszatért Izlandra, egy másikat pedig elsüllyesztett egy német U-boot. Az Edinburgh és a maradék hét hajó biztonságosan megérkeztek Murmanszkba.

## AzEdinburghutolsó útja
Az Edinburgh volt Sir Stuart Bonham Carter admirális zászlóshajója, így innen irányították a QP–11-es konvoj kísérőit; a 17 hajóból álló konvoj április 28-án hagyta el a murmanszki kikötőt, és indult útnak az Egyesült Királyság felé. Április 30-án az U-456 tengeralattjáró (Max-Martin Teichert kapitánysága alatt) megtorpedózta az Edinburgh menetirány szerinti jobb oldalát. A legénység gyorsan reagált: a vízzáró rekeszek lezárásával megakadályozták, hogy nyomban elsüllyedjen a hajó. Az U-456 viszont ismét tüzelt: a második torpedó a hajó hátsó részébe csapódott, tönkretéve a kormányzást és mozgásképtelenné téve a hajót.

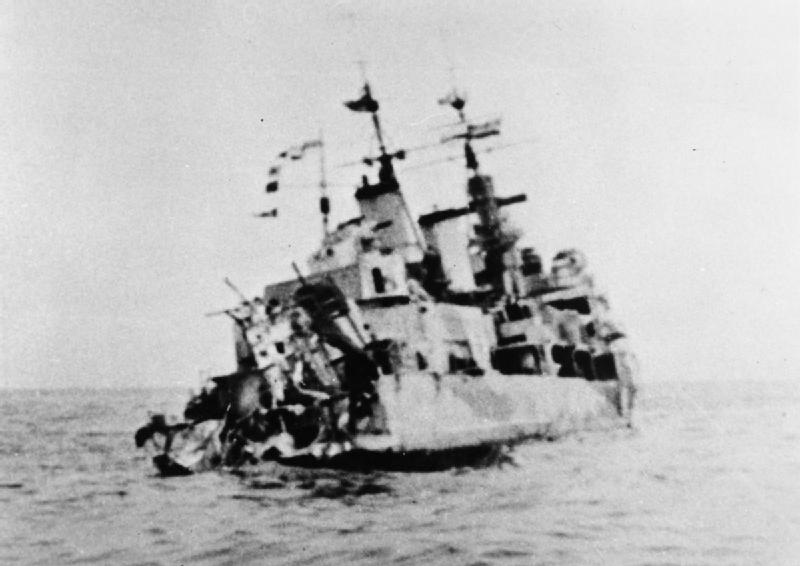
Az Edinburgh hátulról fényképezve, miután elszenvedte a második torpedótalálatot is 1942. április 30-án

Ezután a Foresight romboló és három Halycon osztályú aknászhajó elkezdte vontatni Murmanszk felé, miközben német torpedóbombázók folyamatosan támadták a hajókat. Csodával határos módon sikerült beindítani a kazánokat, így kissé nagyobb sebességgel haladhattak. Azonban mikor a Medve-szigetekhez értek, utolérte őket három nagy német romboló, a Hermann Schoemann, a Z24 és a Z25. Az Edinburgh leakadt a vontatóhajókról, és körökben kezdett cirkálni. Bár a fegyverei szanaszét álltak, mégis elkezdett tüzelni a támadókra; a Hermann Schoemann annyi találatot kapott, hogy a legénysége elsüllyesztette. A másik két rombolót az Edinburgh vontatói elüldözték, de egy másik hajóra kilőtt torpedó őt találta el a bal oldalon, pontosan szemben az első találattal. Ekkor a hajót a fedélzet tartórácsozata és a gerinc tartotta össze, és bármelyik pillanatban széttörhetett volna. A legénység úgy döntött, hogy elhagyják a mozgásképtelen roncsot. 840 embert vettek fel összesen az aknászhajók; 2 tiszt és 56 matróz vesztette életét.
Az egyik aknász, a Harrier először 4"-es ágyútűzzel próbálta elsüllyeszteni, de 20 lövés után semmi eredményt nem ért el. Ezután mélységi bombákat dobtak le a hajó mellé, de ez sem használt. A csoport egyetlen rombolójának, a Foresight-nak ezután utolsó torpedóját kilőve sikerült elsüllyesztenie a cirkálót. Erre legfőképp azért volt szükség, hogy nehogy a németek kezére kerülhessenek az értékes radarok.

## Az aranyszállítmány
Az utolsó útjára a hajó 4570 kg tömegű aranyrúd-szállítmánnyal indult ez; ezt az aranyat a szovjetek a szövetséges segítségért fizették. A ládákban 465 rúd arany volt, 1.5 millió font értékben, és nem messze tárolták őket az első torpedó becsapódásának helyétől. Több kísérlet is indult a rakomány megszerzésére, melyek különböző okok (a roncs hadisírrá nyilvánítása, illetve a hidegháború) miatt rendre meghiúsultak.
1981 áprilisában azonban elindult a hajóroncs keresésére egy expedíció; csupán 10 nap után meg is találták a roncsot, körülbelül é. sz. 72° 00′ 00″, k. h. 35° 00′ 00″72.000000°N 35.000000°E-nál, 440 kilométerre északkeletre a Kola-félszigettől, 245 méter mélyen. Az, hogy az Edinburgh testvére, a HMS Belfast múzeumhajóként megmaradt, nagyban elősegítette az arany felhozatalát, hiszen így részletesen meg tudták tervezni az akciót.
Bár több búvár is megsérült, 1981. szeptember 15-én az egyiküknek sikerült feltörnie az aranyat rejtő terem ajtaját, és felhoznia az első rudat. Október 7-én abba kellett hagyni az akciót a rossz idő miatt; addig 431 rudat sikerült felszínre hozni, 43 millió font értékben. 1986-ban újabb akció indult, ekkor 29 rudat hoztak fel, tehát összesen már 460-at. A maradék öt rúdról lemondtak.

## Fordítás
- Ez a szócikk részben vagy egészben  a   HMS Edinburgh (16) című angol Wikipédia-szócikk fordításán alapul.  Az eredeti cikk szerkesztőit annak laptörténete sorolja fel. Ez a jelzés csupán a megfogalmazás eredetét és a szerzői jogokat jelzi, nem szolgál a cikkben szereplő információk forrásmegjelöléseként.